# Nuthe
La rivière Nuthe est un cours d'eau qui coule dans la région de Brandebourg et de Berlin. La Nuthe est un affluent de la rivière Havel.

## Géographie
La rivière Nuthe prend sa source près de Niedergörsdorf dans la région du Fläming au sud de Berlin à une altitude de 81 mètres. Elle se jette dans la rivière Havel à une altitude de 29,4 mètres dans la ville de Potsdam.
La Nuthe traverse les villes de Luckenwalde, Jüterbog, Trebbin avant de rejoindre Potsdam.
Au Moyen Âge, des moines ont asséché les marécages de la rivière Nuthe, pour y construire le monastère de Zinna.

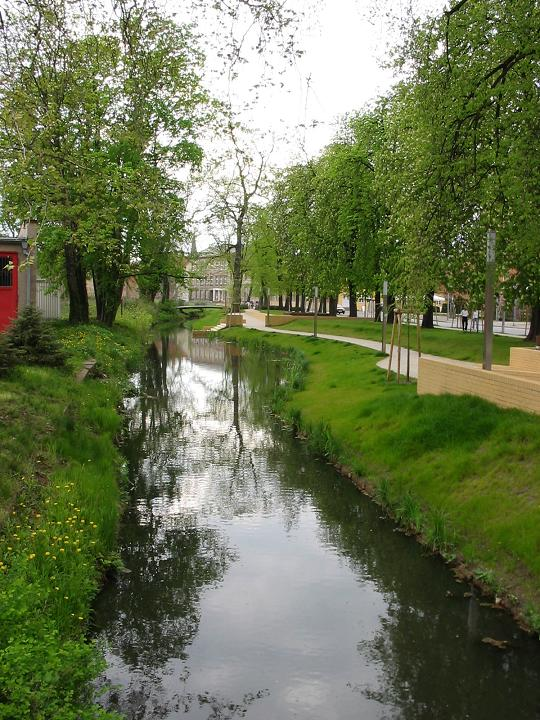
Vue de la rivière Nuthe à Luckenwalde.